# Rafael Moneo
José Rafael Moneo Vallés, più conosciuto come Rafael Moneo (Tudela, 9 maggio 1937), è un architetto spagnolo.

## Carriera

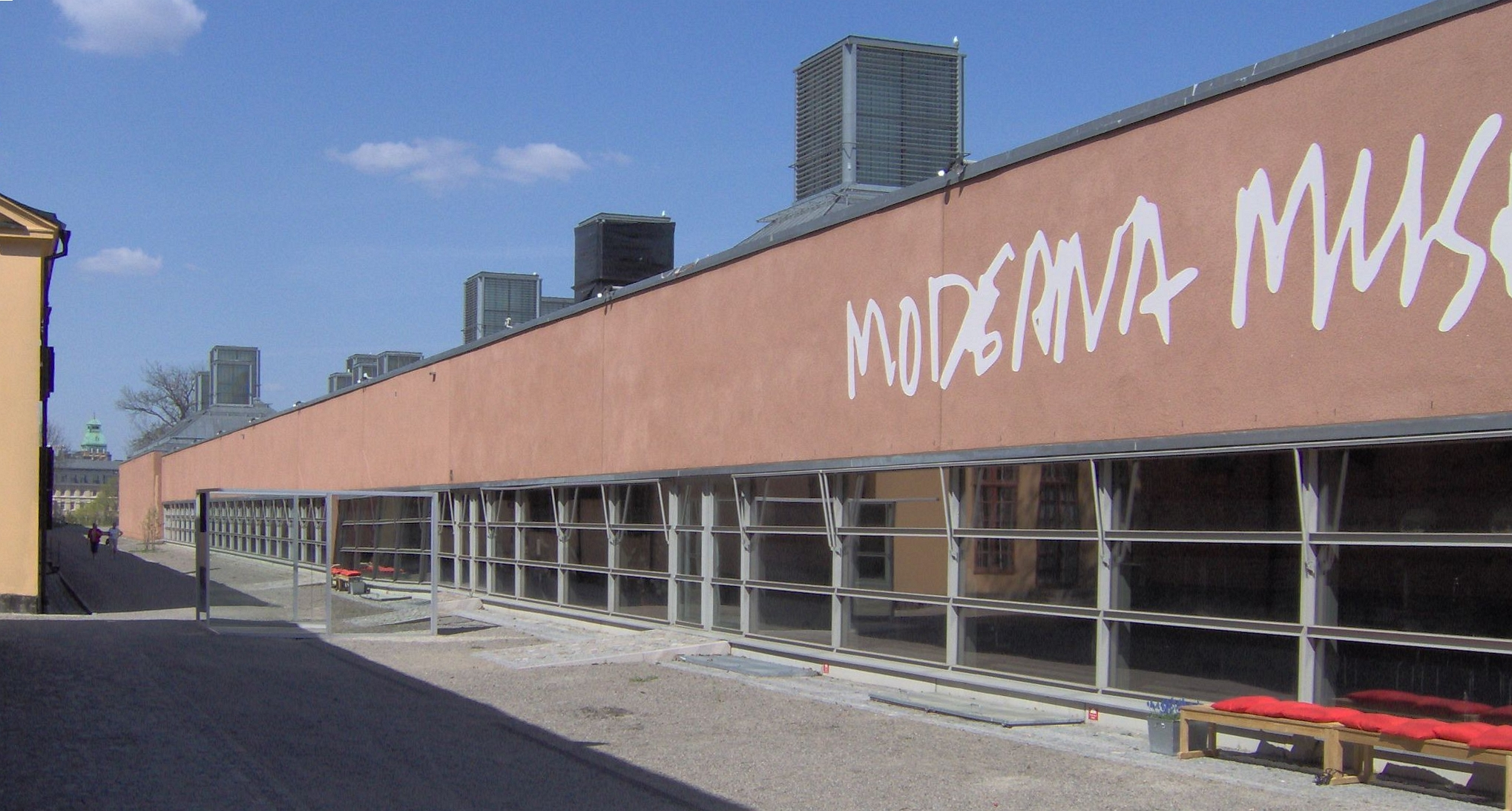
Il Moderna Museet di Stoccolma

Dopo essersi laureato nel 1961 presso la Escuela Técnica Superior de Arquitectura de Madrid (ETSAM), lavora con Francisco Javier Sáenz de Oiza a Madrid e poi presso lo studio di Jørn Utzon a Hellebaek, in Danimarca, per due anni. Dal 1963 al 1965 studia a Roma, dove ha vinto una borsa presso l'Accademia di Spagna. Nel 1966 di ritorno in Spagna, apre il suo studio a Madrid ed insegna alla ETSAM. Nel 1976 parte per gli Stati Uniti e lavora per due anni nell'Istituto di Architettura e Studi Urbani di New York. 
Dal 1987 è titolare di una cattedra all'Università di Harvard, di cui è stato Presidente della GSD per 5 anni.
Ha realizzato numerosi progetti in tutto il mondo, ed è il primo architetto spagnolo ad aver ricevuto il Premio Pritzker, nel 1996.

## Principali opere

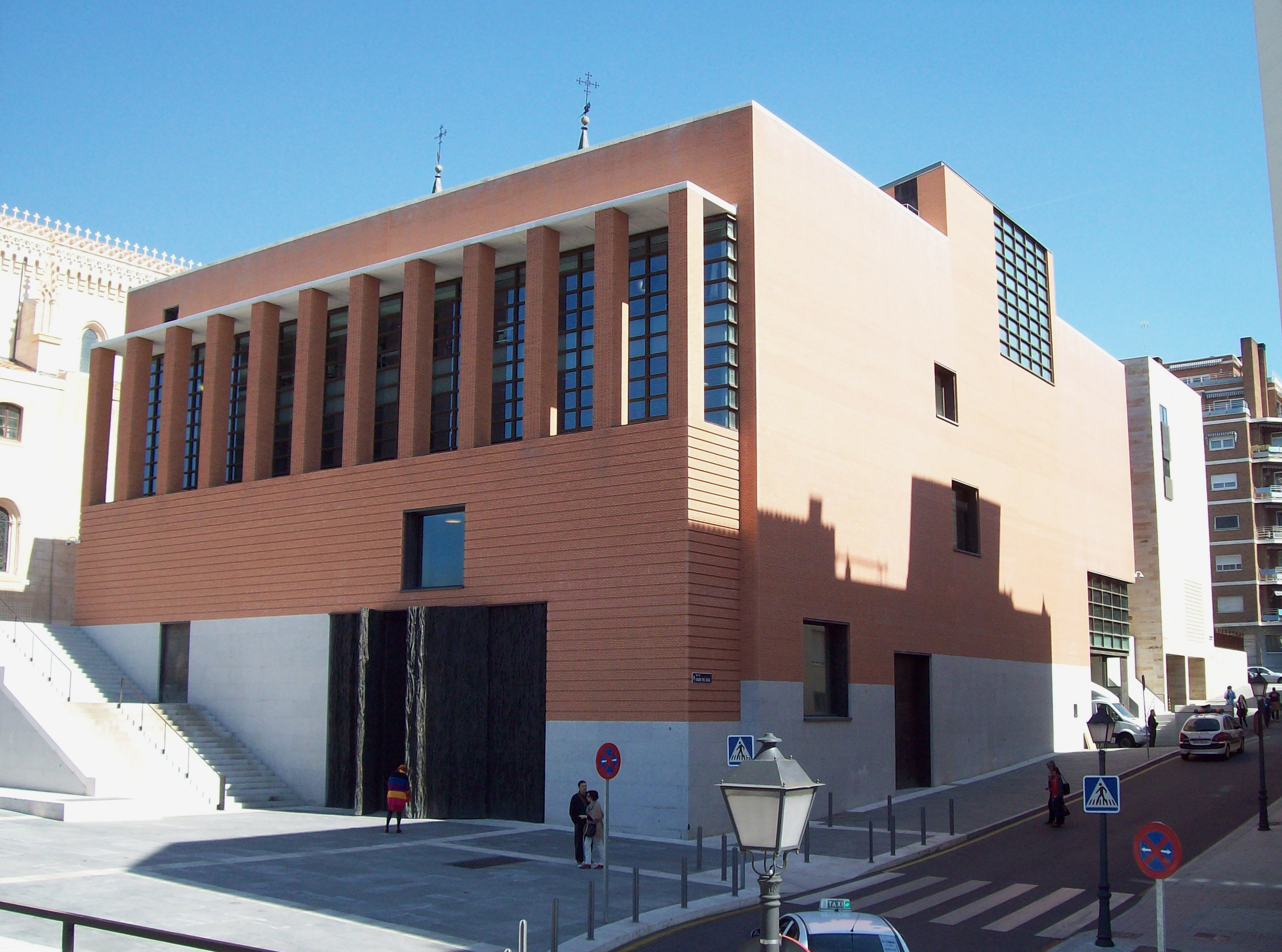
Ampliamento del Museo del Prado a Madrid

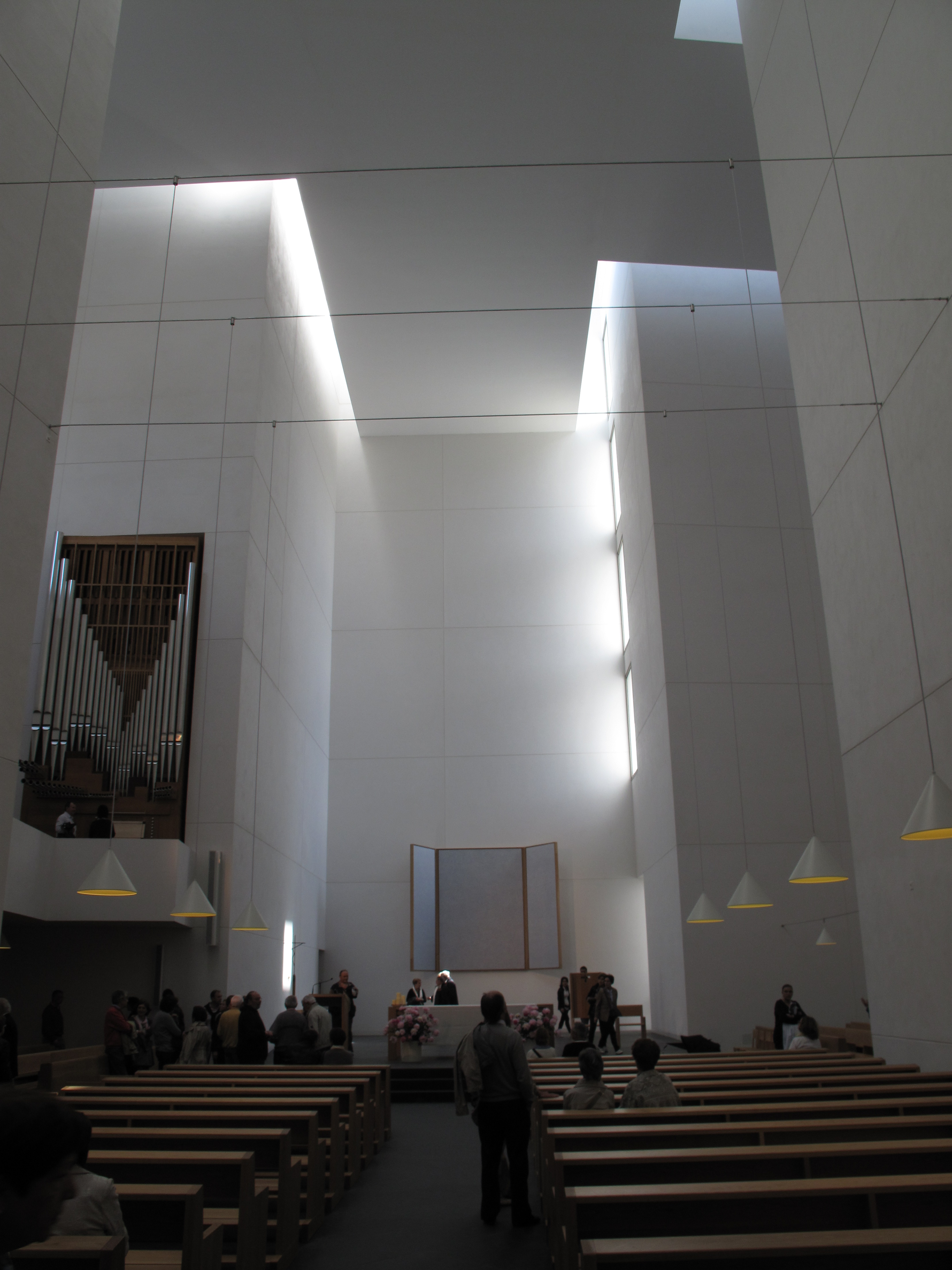
La Iglesia de Iesu a San Sebastián

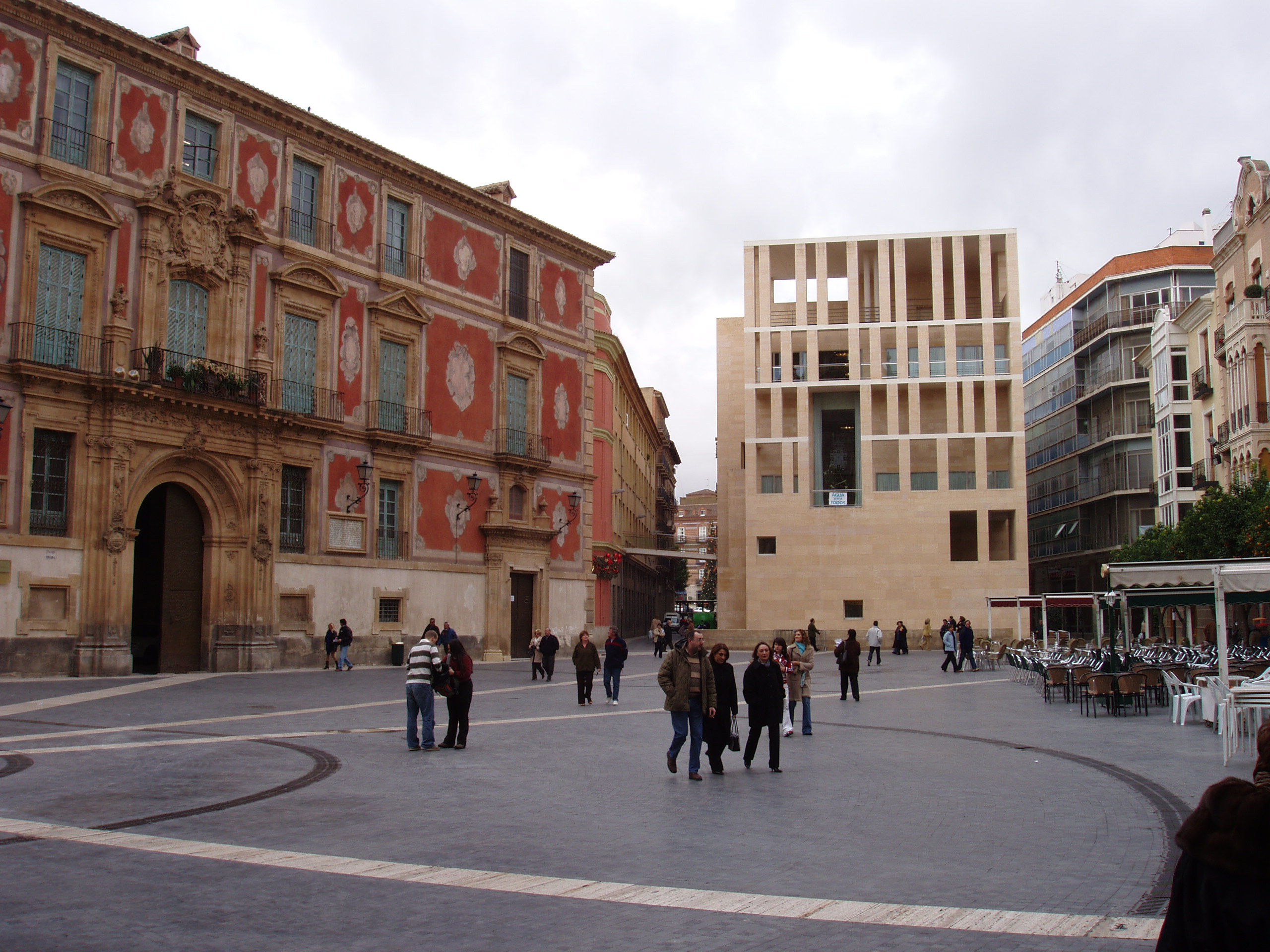
Il Municipio di Murcia

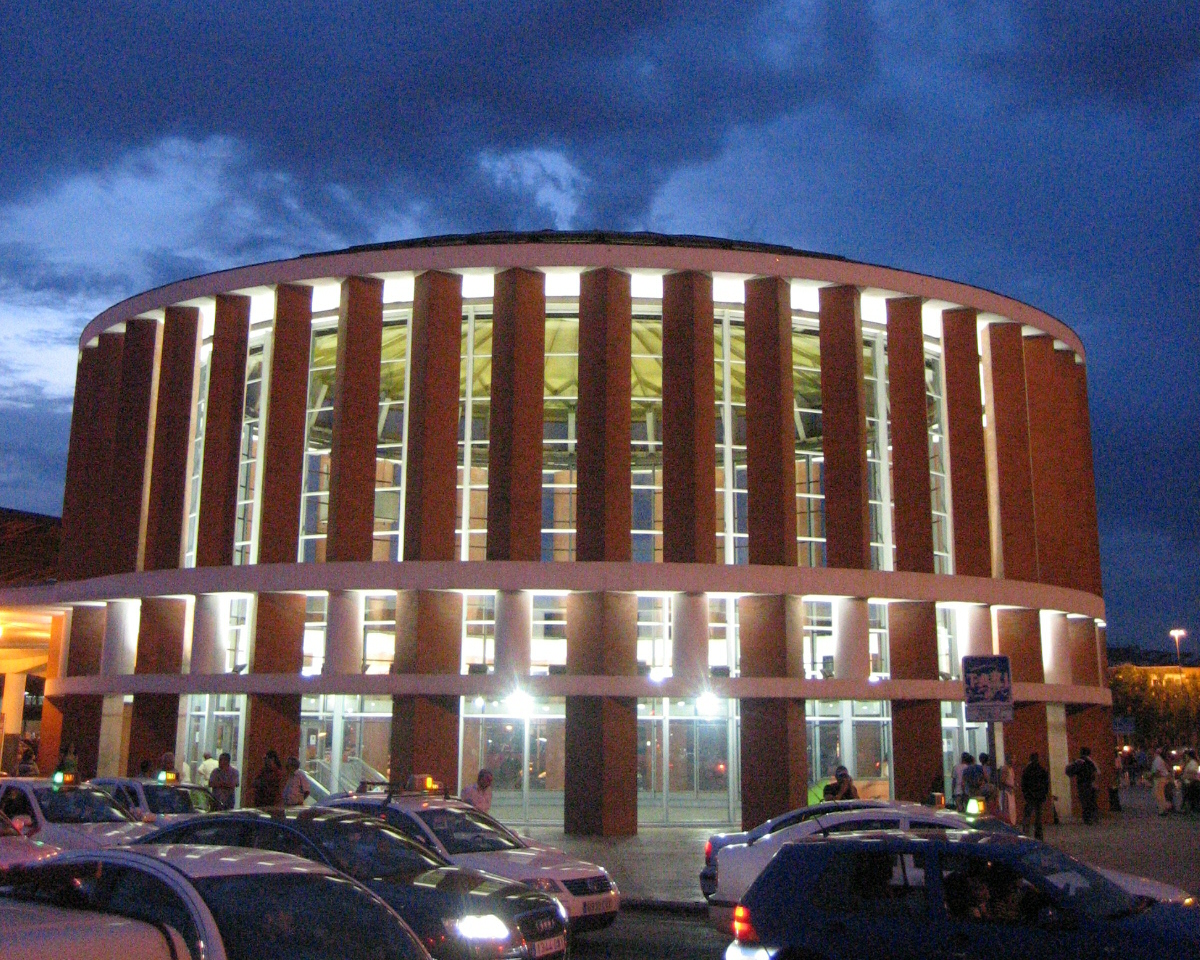
La stazione della metropolitana di Madrid Atocha Renfe

- 1964-67 - Fabbrica di trasformatori Diestre, Saragozza
- 1968-72 - Edificio per abitazioni Urumea, San Sebastián
- 1972-77 - Sede della Bankinter, Madrid (con R. Bescos)
- 1973-81 - Sede del Comune, Logroño
- 1980-86 - Museo di arte romana, Mérida
- 1980-88 - Succursale del Banco de España, Jaén
- 1983-92 - Sede del Collegi d'Arquitectes, Tarragona
- 1984-92 - Stazione ferroviaria di Atocha, Madrid
- 1986-93 - Edificio 'La Illa' sulla Avinguda Diagonal, Barcellona
- 1987-92 - Terminal aeroportuale di San Pablo, Siviglia
- 1988-97 - Auditorio de Barcelona
- 1989-92 - Fondazione Mirò, Palma di Maiorca
  - Restauro del Palacio de Villahermosa ora Museo Thyssen-Bornemisza, Madrid
- 1990-93 - Davis Art Museum, Wellesley College
- 1990-99 - Kursaal, San Sebastián
- 1991 - Albergo ed edificio per uffici a Potsdamer Platz, Berlino
- 1991-98 - Moderna Museet, Stoccolma
  - Sede del Comune, Murcia
- 1992-2000 - Museo di arte moderna, Houston
- 1992-2000: Houston Museum of Fine Arts
- 1996 - Archivio di Navarra, Pamplona
- 1996-2000 - Cattedrale di Nostra Signora degli Angeli, Los Angeles
- 1997 - Ridefinizione dell'area dei souk, Beirut
- 1997-98 - Museo di arte moderna, Stoccolma
- 2001 - Museo della scienza di Valladolid
- 2004-08 - Biblioteca universitaria, Bilbao
- 2008 - Chase Museum, Providence

## Scritti
- La solitudine degli edifici. Questioni intorno all'architettura, Vol. I, (a cura di Andrea Casiraghi e Daniele Vitale), Allemandi, Torino 1999
- La solitudine degli edifici. Sugli architetti e il loro lavoro, Vol. II, (a cura di Andrea Casiraghi e Daniele Vitale), Allemandi, Torino, 2004
- Inquietudine teorica e strategia progettuale, Electa, 2005
- L'altra modernità. Considerazioni sul futuro dell'architettura, Marinotti 2012

## Premi
- Pritzker Prize (1996)
- Premio Internazionale Feltrinelli conferito dall'Accademia dei Lincei, 1998.[1]
- RIBA Royal Gold Medal (2003)
- Medaglia d'oro dell'architettura (2006)
- Premio Piranesi - Prix de Rome alla Carriera (2010)
- Prince of Asturias Award per le arti (2012)
- Premio Imperiale (2017)
- Leone d’oro alla carriera della 17. Mostra Internazionale di Architettura della Biennale di Venezia (2021)[2]